# Libro infinido
El Libro infinido (o enfenido) o Libro de castigos et de consejos es una obra de don Juan Manuel dedicada a la educación de su hijo, escrita entre 1336 y 1337. Se presenta como una síntesis del Libro de los estados, al que remite a menudo para la explicación de temas que aquí sólo se esbozan. La obra se compone de un prólogo, veinticinco capítulos y un final.

## Interpretaciones
Para Fernando Gómez Redondo en los capítulos se abordan tres planos: la naturaleza humana, las relaciones sociales  y aspectos generales del estado de los defensores (capítulos 15-25). El epílogo, escrito una vez terminado el libro, es el conocido como Discurso sobre el amor. En él desarrolla las conclusiones más importantes y defiende su condición de autor.
Hugo Óscar Bizzarri propone otra estructuración: "El tratado consta de un prólogo y veintiséis capítulos o apartados. Sus dos primeros capítulos están centrados sobre un problema ético: la salvación del alma. Pero ahora, influido por la extensa tradición del Secreto de los secretos pseudoaristotélico en Castilla, incorpora a esta sección reflexiones sobre el cuidado del cuerpo, transgrediendo una vez más el lábil esquema. La sección económica es la más extensa, comprende un total de quince capítulos (caps. 3 a 18). En primer lugar se ocupa de la crianza de los reyes y señores (cap. 3), luego de la relación con la mujer e hijos (cap. 8), con los vasallos (cap. 9) y sus oficiales (caps. 10-18). Pero, puesto que éste es un «regimiento de príncipes» dirigido al primogénito de un noble y no de un rey, Juan Manuel adiciona dos nuevas secciones: las relaciones con el rey o señor y con los amigos de mayor, igual y menor grado (caps. 5-7). El resto del tratado estará dedicado a lo que en Castilla se entendía por una Política, esto significa, reflexión sobre la justicia (caps. 19 y 20), los mezcladores (cap. 20), la guerra, los pactos (caps. 21 y 22), y la administración de las rentas (cap. 23). El resto del tratado, compuesto con toda probabilidad en un momento posterior, se interesa por un aspecto de la enseñanza, las preguntas y las respuestas, y por las «maneras del amor», es decir, las alianzas."